# División de Honor Andaluza 2021-22
La temporada 2021-22 de la División de Honor Andaluza de fútbol corresponde a la sexta edición de este campeonato que ocupa el sexto nivel en el sistema de ligas de fútbol de España en Andalucía. Comenzó el 18 de septiembre de 2021 y finalizó el 19 de junio de 2022.

## Sistema de competición
La liga consta de 39 clubes distribuidos por proximidad geográfica en un grupo de 20 y otro de 19 equipos, en el grupo 1 se incluyen los equipos de las provincias de Cádiz, Córdoba, Huelva y Sevilla; mientras que en el grupo 2 se incluyen los equipos de las provincias de Almería, Granada, Jaén y Málaga. Los tres primeros clasificados de cada grupo ascienden directamente a Tercera Federación.
Los siete últimos clasificados de cada grupo descienden directamente a Primera Andaluza.

## Clasificaciones

### Grupo 1
| Pos. | Equipo                     | Pts. | PJ | G  | E  | P  | GF | GC | Dif. |                              |
| ---- | -------------------------- | ---- | -- | -- | -- | -- | -- | -- | ---- | ---------------------------- |
| 1    | Coria C. F. (C, A)         | 75   | 38 | 20 | 15 | 3  | 57 | 21 | +36  | Ascenso a Tercera Federación |
| 2    | Ayamonte C. F. (A)         | 74   | 38 | 21 | 11 | 6  | 57 | 31 | +26  | Ascenso a Tercera Federación |
| 3    | Bollullos C. F. (A)        | 69   | 38 | 20 | 9  | 9  | 50 | 39 | +11  | Ascenso a Tercera Federación |
| 4    | Atlético Espeleño (A)      | 67   | 38 | 19 | 10 | 9  | 56 | 35 | +21  | Ascenso a Tercera Federación |
| 5    | Montilla C. F.             | 66   | 38 | 20 | 6  | 12 | 40 | 32 | +8   | Copa Andalucía               |
| 6    | Castilleja C. F.           | 60   | 38 | 17 | 9  | 12 | 62 | 40 | +22  | Copa Andalucía               |
| 7    | U. P. Viso                 | 58   | 38 | 15 | 13 | 10 | 46 | 40 | +6   | Copa Andalucía               |
| 8    | Arcos C. F.                | 58   | 38 | 17 | 7  | 14 | 51 | 36 | +15  | Copa Andalucía               |
| 9    | La Palma C. F.             | 53   | 38 | 14 | 11 | 13 | 56 | 41 | +15  |                              |
| 10   | Atlético Central           | 52   | 38 | 15 | 7  | 16 | 45 | 55 | −10  |                              |
| 11   | Chiclana C. F.             | 52   | 38 | 15 | 7  | 16 | 35 | 30 | +5   |                              |
| 12   | C. D. Egabrense            | 50   | 38 | 15 | 5  | 18 | 41 | 57 | −16  |                              |
| 13   | U. B. Lebrijana            | 49   | 38 | 14 | 7  | 17 | 42 | 51 | −9   |                              |
| 14   | Torreblanca C. F. (D)      | 47   | 38 | 13 | 8  | 17 | 35 | 45 | −10  | Descenso a Primera Andaluza  |
| 15   | C. D. Guadalcacín (D)      | 43   | 38 | 13 | 10 | 15 | 42 | 51 | −9   | Descenso a Primera Andaluza  |
| 16   | P. D. Rociera (D)          | 44   | 38 | 12 | 8  | 18 | 49 | 67 | −18  | Descenso a Primera Andaluza  |
| 17   | C. D. Alcalá (D)           | 42   | 38 | 11 | 9  | 18 | 50 | 56 | −6   | Descenso a Primera Andaluza  |
| 18   | Jerez Industrial C. F. (D) | 37   | 38 | 8  | 13 | 17 | 31 | 48 | −17  | Descenso a Primera Andaluza  |
| 19   | Atlético Onubense (D)      | 25   | 38 | 6  | 7  | 25 | 34 | 70 | −36  | Descenso a Primera Andaluza  |
| 20   | Atlético Algabeño (D)      | 23   | 38 | 5  | 8  | 25 | 41 | 76 | −35  | Descenso a Primera Andaluza  |

Actualizado a los partidos jugados el 19 de junio de 2022.
 Fuente: LaPreferente

### Grupo 2
| Pos. | Equipo                          | Pts. | PJ | G  | E  | P  | GF | GC  | Dif. |                              |
| ---- | ------------------------------- | ---- | -- | -- | -- | -- | -- | --- | ---- | ---------------------------- |
| 1    | C. D. Estepona F. S. (C, A)     | 83   | 36 | 26 | 5  | 5  | 82 | 26  | +56  | Ascenso a Tercera Federación |
| 2    | F. C. Málaga City (A)           | 75   | 36 | 22 | 9  | 5  | 61 | 29  | +32  | Ascenso a Tercera Federación |
| 3    | Arenas de Armilla CyD (A)       | 70   | 36 | 20 | 10 | 6  | 64 | 23  | +41  | Ascenso a Tercera Federación |
| 4    | U. D. Maracena (A)              | 66   | 36 | 19 | 9  | 8  | 73 | 36  | +37  | Ascenso a Tercera Federación |
| 5    | Villacarrillo C. F.             | 62   | 36 | 17 | 11 | 8  | 53 | 39  | +14  | Copa Andalucía               |
| 6    | C. D. Rincón                    | 60   | 36 | 17 | 9  | 10 | 54 | 39  | +15  | Copa Andalucía               |
| 7    | C. D. Cantoria 2017             | 58   | 36 | 17 | 7  | 12 | 58 | 52  | +6   | Copa Andalucía               |
| 8    | Atarfe Industrial C. F.         | 54   | 36 | 15 | 10 | 11 | 53 | 50  | +3   | Copa Andalucía               |
| 9    | Berja C. F.                     | 53   | 36 | 15 | 8  | 13 | 51 | 47  | +4   |                              |
| 10   | F. C. Cubillas de Albolote      | 52   | 36 | 14 | 10 | 12 | 48 | 40  | +8   |                              |
| 11   | C. P. Almería                   | 50   | 36 | 13 | 11 | 12 | 42 | 36  | +6   |                              |
| 12   | C. D. Casabermeja               | 48   | 36 | 13 | 9  | 14 | 43 | 45  | −2   |                              |
| 13   | Celtic C. F. Pulianas (D)       | 48   | 36 | 13 | 9  | 14 | 48 | 46  | +2   | Descenso a Primera Andaluza  |
| 14   | Begijar C. F. (D)               | 45   | 36 | 12 | 9  | 15 | 40 | 45  | −5   | Descenso a Primera Andaluza  |
| 15   | Iliturgi C. F. 2016 (D)         | 38   | 36 | 10 | 8  | 18 | 48 | 58  | −10  | Descenso a Primera Andaluza  |
| 16   | U. C. D. La Cañada Atlético (D) | 26   | 36 | 7  | 8  | 21 | 39 | 69  | −30  | Descenso a Primera Andaluza  |
| 17   | Loja C. D. (D)                  | 18   | 36 | 4  | 6  | 26 | 29 | 73  | −44  | Descenso a Primera Andaluza  |
| 18   | Atlético Monachil (D)           | 18   | 36 | 2  | 12 | 22 | 30 | 79  | −49  | Descenso a Primera Andaluza  |
| 19   | C. D. Churriana (D)             | 16   | 36 | 4  | 4  | 28 | 29 | 113 | −84  | Descenso a Primera Andaluza  |

Actualizado a los partidos jugados el 19 de junio de 2022.
 Fuente: LaPreferente